# Unkana formosella
Unkana formosella är en insektsart som beskrevs av Matsumura 1935. Unkana formosella ingår i släktet Unkana och familjen sporrstritar. Inga underarter finns listade i Catalogue of Life.